# 4602 Heudier
A 4602 Heudier (ideiglenes jelöléssel 1986 UD3) a Naprendszer kisbolygóövében található aszteroida. CERGA fedezte fel 1986. október 28-án.